# La Tente rouge
Pour plus de détails, voir Fiche technique et Distribution.
La Tente rouge ou Le Jugement des morts (en russe : Красная палатка, Krasnaya palatka) est un film soviéto-italien réalisé par Mikhail Kalatozov, sorti en 1969.
Le film retrace la mission de sauvetage de l'explorateur polaire Umberto Nobile et de son équipage après l'accident survenu à leur dirigeable, l'Italia, au-dessus du pôle Nord en 1928.

## Synopsis
Le général Umberto Nobile est l'ancien commandant de l'expédition exploratoire malheureuse de 1928 qui s'est terminée par l'écrasement du dirigeable Italia sur la banquise polaire et le sauvetage des survivants par le brise-glace soviétique Krassine après sept semaines sur la banquise.
Victime de ses souvenirs et accablé de remords, Nobile passe une nouvelle nuit blanche dans sa maison du centre de Rome. Cette nuit, cependant, est différente des autres : en effet, il revêt son uniforme et convoque les esprits des personnes qui ont été protagonistes de l'événement dramatique qui l'a impliqué, avec l'intention de se faire « juger » et de répondre directement à ceux qui, plus d'une fois, au cours des nombreuses nuits passées à se remémorer les événements du passé, l'ont déjà condamné.
L'histoire se déroule entre réalité et fantaisie, dans une succession continue de retours dans le passé qui, de temps à autre, font apparaître les protagonistes des événements dont il est question : l'accusation est représentée par le fantôme du pilote suédois Einar Lundborg, son sauveteur, qui avertit Nobile que cette nuit il ira au fond des choses, en exposant toutes ses faiblesses et ses responsabilités ; le général et son accusateur appellent de temps en temps les différents fantômes des participants à l'expédition et aussi de ceux qui ont assuré le sauvetage, y compris son ami Roald Amundsen, qui a disparu à l'époque dans les glaces en essayant de voir les survivants qui se trouvaient à bord de son avion.
Le malaise de Nobile ne réside pas seulement dans le désastre qui a suivi la mission et les pertes humaines qui en ont résulté, mais aussi dans la controverse qui a suivi son sauvetage : il a en effet été accusé d'avoir abandonné les hommes pour se faire transporter en premier, avec son chien Titina, à Ny-Ålesund, d'où était partie l'expédition. L'un des survivants de l'accident, le quartier-maître Giuseppe Biagi, avec la gêne qui accompagne le jugement d'un de ses supérieurs, insiste sur ce sujet, tandis que l'infirmière Valeria le tient pour responsable de la mort de l'homme qu'il aimait, Finn Malmgren, responsabilité qui découle du fait qu'il ne l'a pas empêché, en tant que commandant de l'expédition, de tenter, avec les capitaines Filippo Zappi et Adalberto Mariano, de rejoindre à pied une île qui pouvait être aperçue lors de la dérive des glaces. De son côté, le lieutenant Lundborg accuse Nobile de faiblesse pour n'avoir pas résisté au chantage qu'il lui avait fait subir en le persuadant de partir et en le convainquant de la nécessité de « prendre les rênes » afin d'améliorer l'organisation des secours.
Lorsque le verdict de culpabilité est prononcé, Amundsen, se précipitant à nouveau au secours de son ami, le conteste en faisant remarquer à tous les accusateurs que chacun d'entre eux a une part de responsabilité et que tous sont d'une certaine manière coupables : Le capitaine Zappi est crédité de courage et d'initiative, mais l'explorateur norvégien lui fait comprendre qu'il ne voudra jamais de lui comme « second » parce qu'il a transgressé l'ordre de Nobile de ne pas partir ; Le capitaine de frégate Giuseppe Romagna Manoja, commandant du navire Città di Milano, est au contraire accusé d'avoir attendu trop longtemps les ordres de Rome sans prendre d'initiatives concrètes pour le sauvetage, ce qui lui vaut d'être surnommé « le commandant qui ne commande pas », tandis que le lieutenant Lundborg est critiqué pour l'opportunisme qui l'a poussé à insister pour que Nobile revienne avec lui en premier, afin de rendre son action plus visible.
Après les remarques faites à tous les accusateurs, ceux-ci disparaissent et, une fois les deux amis/rivaux laissés seuls, Amundsen fait remarquer à Nobile que, lorsqu'il a été confronté à la décision fatidique, il avait autant de raisons valables de rester sur la glace, obéissant à l'éthique militaire, que de retourner à la base, afin de mieux organiser les opérations de sauvetage. Lui rappelant toutefois l'héroïsme et la beauté des aventures qu'il a partagées dans les régions arctiques, le monologue final du Norvégien se termine en rappelant que peut-être, parmi les différents facteurs qui l'ont poussé à prendre la décision contestée, il y avait aussi en partie celui, très humain, de se mettre à l'abri et de prendre un bain chaud à Ny-Ålesund, à quelques minutes d'avion à ce moment-là.

## Fiche technique
- Titre français : La Tente rouge ou Le Jugement des morts
- Titre original : Красная палатка, Krasnaya palatka
- Titre italien : La tenda rossa
- Réalisation : Mikhail Kalatozov
- Scénario : Robert Bolt, Richard DeLong Adams, Ennio De Concini et la collaboration de Iouri Naguibine
- Photographie : Leonid Kalachnikov (ru)
- Montage : John Shirley et Peter Zinner
- Musique : Ennio Morricone et Aleksandr Zatsepin
- Décors : Giancarlo Bartolini Salimbeni (it), David Vinitski
- Production : Franco Cristaldi
- Sociétés de production : Vides Cinematografica, Mosfilm
- Pays de production :  Union soviétique |  Italie
- Langues originales : russe, italien
- Format : Couleurs - 1,66:1
- Genre : Drame Film d'aventure
- Durée : 121 minutes
- Dates de sortie : 
  - Italie : 23 décembre 1969
  - Union soviétique : 27 octobre 1970
  - France : 22 septembre 1971
- Affiche : Enzo Nistri (Italie)

## Distribution
- Peter Finch (VF : René Arrieu) : Umberto Nobile
- Sean Connery (VF : Jean-Claude Michel) : Roald Amundsen
- Claudia Cardinale (VF : Régine Blaess) : l'infirmière Valeria
- Hardy Krüger (VF : Roger Rudel) : l'aviateur Einar Lundborg
- Edouard Martsevitch (ru) (VF : Serge Lhorca) : Finn Malmgren, le météorologiste
- Grigori Gay(VF : Émile Duard) : Roudolf Lazarevitch Samoïlovitch, le chef de l'expédition scientifique russe à bord du brise-glace Krassine
- Luigi Vannucchi (VF : Georges Atlas) : le capitaine Filippo Zappi
- Mario Adorf (VF : André Valmy) : Giuseppe Biagi, opérateur radio
- Donatas Banionis (VF : Henri Poirier) : Adalberto Mariano
- Massimo Girotti (VF : Yves Massard) : Giuseppe Romagna-Manoja, coordinateur du sauvetage
- Iouri Solomine : Felice Trojani
- Otar Koberidze (ru) : Natale Cecioni
- Boris Khmelnitsky (VF : Jacques Thébault) : Alfredo Viglieri
- Nikolaï Ivanov (ru) : Nikolaï Reïngoldovitch Chmidt, le radio-amateur russe
- Iouri Vizbor (VF : Claude Bertrand) : František Běhounek
- Tenguiz Artchvadze (ru) : Renato Alessandrini (it)
- Valeri Sirovski : Ugo Lago, un journaliste
- Iouri Nazarov : Anatoli Alekseïev
- Aleksandr Ianvariov (ru) : Straub
- Vladimir Smirnov (ru) : Andreï Stepanovitch  Chelaguine
- Oleg Mokchantsev (ru) : Pavel Ponomariov (ru) : capitaine en second du brise-glace Krassine
- Rein Aren (et) : Karl Pavlovitch Eggi, capitaine du brise-glace Krassine
- Irakli Khizanichvili : Vincenzo Pomella, mécanicien
- Andreï Vertogradov (ru) : opérateur radio à bord du Città Di Milano
- Léonid Kanevski : radiotéléphoniste italien
- Nikolaï Smortchkov (ru) : un marin
- Stanislav Khitrov (ru) : opérateur radio à bord du brise-glace Krassine
- Ernst Romanov (ru) : explorateur polaire
- Bruno O'Ya : radiotéléphoniste norvégien
- Eve Kivi (ru) : une femme à la chevelure blonde
- Vitali Matveïev (ru)
- Boris Kliouïev : un journaliste
- Dmitri Mirgorodski (ru) : Attilio Caratti, mécanicien à bord de l'Italia
- Viktor Kharitonov (ru)
- Heinz Braun[1] (VF : Serge Nadaud) : le reporter
- Paul Scofield : Le juge principal
- Stepan Krylov : le maître d'équipage
- Rogvold Soukhoverko (ru) : Ringborg
- Feliksas Einas (lt) : le serviteur de Roald Amundsen
- Roland Engman (et) : officier de permanence
- Gleb Plaksine (ru) : un journaliste
- Nikita Mikhalkov : l'aviateur Boris Grigorievitch Tchoukhnovski
- Galina Ivanovna Mikeladze : télégraphiste
- Anatoli Arsentievitch Bystov : le voisin de Ringborg dans la chambre d'hôpital
- Boris Vassilievitch Goldaïev : un habitant du village où habite Nikolaï Reïngoldovitch Chmidt
- Aleksandra Aleksandrovna Iojkina : une femme dans la foule qui se disperse
- Tamara Iakovlevna Timofeïeva : une femme dans la foule qui se disperse
- Ievgueni Orlov : Michka
- Alekseï Vassilievitch Sezeman : un journaliste
- Robert Daglish : un  journaliste
- Lioudmila Tsvetkova
- Sergueï Madianov

## Production

### Choix des interprètes
C'est Richard Burton qui avait d'abord été approché pour jouer le rôle d'Umberto Nobile.

### Tournage
Le tournage a duré 62 semaines. Il comprenait des repérages en République socialiste soviétique d'Estonie, dans la mer Baltique et dans l'archipel du Svalbard, dans l'océan Arctique, ainsi que des travaux en studio à Moscou et à Rome. Le tournage s'est achevé le 12 avril 1969.

## Autour du film
- En Russie, personne n'avait reconnu Sean Connery, qui s'était fait teindre les cheveux en clair. L'acteur s'est vu même refuser l'entrée dans un club.
- Bien que son nom figure en tête d'affiche, Sean Connery n'a en réalité passé que trois semaines sur le tournage, à l'inverse de Peter Finch qui lui est resté neuf mois.
- Avec un budget de 10 millions $, le film n'a rapporté que 900 000 $ en Amérique du Nord.
- Il a été ajouté un lien pour l'acteur Heinz Braun car au moins trois acteurs ont le même prénom et le même nom.
- Robert Bolt n'est pas crédité au générique pour les dialogues additionnels.